# ژیل گریماندی
ژیل گریماندی (انگلیسی: Gilles Grimandi؛ زادهٔ ۱۱ نوامبر ۱۹۷۰) فوتبالیست اهل فرانسه است.
از باشگاه‌هایی که در آن بازی کرده‌است می‌توان به باشگاه فوتبال موناکو، باشگاه فوتبال آرسنال، باشگاه فوتبال کلرادو رپیدز، و باشگاه فوتبال کلرادو رپیدز، اشاره کرد.